# غاز الأنسجة
غاز الأنسجة هو اسم يطلق على عمل بكتيريا المطثية الحاطمة (المعروفة سابقًا باسم عصية ولش) في الجثث. إن تأثيره على الميت هو تأثير التحلل السريع. يتم إيقافه فقط عن طريق تحنيط الجسم بإضافة مواد كيميائية خاصة. استخدامه شائع مع جثث الموتى بسبب الغنغرينا، أو قرح فراش كبيرة، أو مرض أكل اللحم أو الذين لديهم تراب أو براز أو ماء في داخل  الجروح.